# Quasi-vruchtgebruik
Quasi-vruchtgebruik of oneigenlijk vruchtgebruik (Frans: quasi-usufruit) is een term uit in elk geval het Belgisch recht. Het is een vruchtgebruik op een verbruikbaar goed dat verbruikt wordt door het eerste gebruik (en er aldus over wordt beschikt). Meestal gaat het om het gebruik van roerende goederen. Voorbeelden van een quasi-vruchtgebruik zijn vruchtgebruik op graan of geld.

## Grondslag
De grondslag vindt men in artikel 587 van het Burgerlijk Wetboek (BW):
"Indien aan het vruchtgebruik zaken zijn onderworpen die men niet kan gebruiken zonder ze te verbruiken, zoals geld, graan of drank, dan heeft de vruchtgebruiker het recht ze te gebruiken, onder verplichting echter om bij het einde van het vruchtgebruik een gelijke hoeveelheid zaken van dezelfde hoedanigheid en waarde, of de geschatte waarde op het ogenblik van de teruggave, terug te geven." (art. 587 BW).
Op het eerste gezicht lijkt quasi-vruchtgebruik onmogelijk aangezien het in stand houden van de zaak waarop het vruchtgebruik rust (salva rerum substantia), de belangrijkste verplichting is van de vruchtgebruiker (art. 578  in fine BW). De wetgever heeft met het quasi-vruchtgebruik dus een uitzondering ingevoerd hierop.
Men kan contractueel een niet-verbruikbare zaak toch als verbruikbaar kwalificeren. Ook in Frankrijk kan dit.

## Rechtsgevolgen
De blote eigenaar heeft niet echt een eigendomsrecht meer en verliest zijn volgrecht. Ten aanzien van de quasi-vruchtgebruiker heeft hij enkel nog een persoonlijk vorderingsrecht (en geen zakelijk recht). Hierdoor spreekt sommige rechtsleer van quasi-eigendom in hoofde van de quasi-vruchtgebruiker.